# IC 220
IC 220 је спирална галаксија у сазвјежђу Кит која се налази на листи објеката дубоког неба у Индекс каталогу.
Деклинација објекта је - 12° 46' 53" а ректасцензија 2h 19m 11,9s. Привидна величина (магнитуда) објекта IC 220 износи 14,5 а фотографска магнитуда 15,3. IC 220 је још познат и под ознакама MCG -2-6-57, IRAS 02167-1300, PGC 8847.